# Kniaź (prawo wołoskie)
Kniaź – urzędnik w prawie wołoskim, odpowiednik sołtysa.
Pojawienie się w dokumentach tytułu kniazia świadczy jednoznacznie o wołoskim charakterze danej wsi. Często jednak kniaziowie utożsamiani byli z sołtysami (na ziemiach polskich) lub z tywunami czy watamanami (na ziemiach ruskich) i również pod takimi określeniami pojawiają się w źródłach dyplomatycznych. Można też spotkać tytuły takie jak: director, vicinus, officialis, factor, dux i ksiądz. Samo prawo wołoskie występowało głównie na terenach Rusi Czerwonej, a także Małopolski, Podola, Wołynia i Polesia.
Pierwszym kniaziem wsi lokowanej na prawie wołoskim była osoba odpowiedzialna za sprowadzenie osadników i wydzielenie im gruntów. Kniaziowie, analogicznie do sołtysów, pełnili funkcje sądownicze, urzędnicze i skarbowe. Od odpowiedników z prawa niemieckiego odróżniały ich coroczne daniny składane właścicielom wsi (lub starostom w przypadku królewszczyzn). Standardem było dziedziczenie urzędu kniaziowskiego, w drugiej połowie XVI wieku sporadycznie zdarzały się również nadania dożywotnie. Znacznie częściej niż w prawie niemieckim kniaź gospodarował w ramach rodzinnego niedziału, co przeciwdziałało pauperyzacji jego rodziny. W takich przypadkach tytuł kniazia przysługiwał wszystkim dorosłym głowom rodzin wchodzących w skład niedziału.   
Kniaziowie na przełomie XV i XVI wieku podlegali służbie wojskowej. Konkretne wymagania różniły się w zależności od indywidualnych przywilejów. Z czasem, zwłaszcza w oddalonych od granic regionach, zaczęto wymagać ekwiwalentu pieniężnego.
Na uprzywilejowaną pozycję ekonomiczną kniazia wpływały grunty pozyskane na skutek lokowania wsi. Pobierał wynagrodzenie z tytułu swych obowiązków sądowniczych i administracyjnych, uczestniczył w dochodach właściciela miejscowości. Miał prawo do korzystania z lasu, polowań i połowu ryb. Znacznie częściej niż sołtys na prawie niemieckim, kniaź korzystał z pracy mieszkańców wsi.